# Sphenomorphus necopinatus
Sphenomorphus necopinatus är en ödleart som beskrevs av  Leo Daniël Brongersma 1942. Sphenomorphus necopinatus ingår i släktet Sphenomorphus och familjen skinkar. Inga underarter finns listade i Catalogue of Life.